# 西莫尼夫卡 (諾維布格區)
47°35′34″N 32°39′41″E / 47.59278°N 32.66139°E
西莫尼夫卡（烏克蘭語：Симонівка），是烏克蘭南部的村莊，隸屬尼古拉耶夫州的巴什坦卡區。該村面積0.54平方公里，海拔高度89米，2001年人口72，人口密度每平方公里133.3人。